# 大本将吾
大本 将吾（おおもと しょうご、1998年4月22日 - ）は、愛媛県西条市出身の元プロ野球選手（外野手）。右投左打。NPB在籍時は育成選手だった。

## 経歴

### プロ入り前
西条市立壬生川小学校の1年生頃から、「小松リトル」で野球を始める。2年生からは「西条リトル」に所属。小学3年生の頃に、西条市東予運動公園野球場でおこなわれた四国アイランドリーグの愛媛マンダリンパイレーツ主催試合を観戦しており、これが初めて実際に見た「プロ野球」だったという。
西条市立東予東中学校時代には、「西条シニア」や「BB凌駕」(ヤングリーグ)で、投手や一塁手としてプレーする。打順は4番だった。
高校は帝京第五高等学校に進学。1年の新人戦からベンチ入りし、2年生春からは4番・一塁手で先発出場する。甲子園出場経験はなく、4番・右翼手で出場した3年生の夏の第98回全国高等学校野球選手権愛媛大会は、2回戦で松山商業高等学校に敗れる。帝京高等学校野球部助監督時代、中村晃の指導歴のある小林昭則監督の下、打撃フォームの改造に取り組み、3年生春まで高校通算4本塁打を4か月で7本上積みし、その長打力が注目される。
2016年10月20日に行われたプロ野球ドラフト会議にて、福岡ソフトバンクホークスから育成1位指名され、同年11月4日、愛媛県大洲市内で入団交渉を行い、支度金300万円、年俸300万円（金額は推定）で契約合意し、同月22日に福岡市内のホテルで入団発表会見が行われた。背番号は125。

### ソフトバンク時代
2017年、2月26日、同月25日に福岡市内の病院で右手有鈎骨鉤摘出手術を受けたと発表された。上記の手術でリハビリからのスタートとなったが、4月22日に行われた徳島インディゴソックスとの三軍戦において、非公式戦ながらプロ初出場。9月15日に行われた、ウエスタン・リーグ・対広島東洋カープ戦において、二軍公式戦初出場を果たす。二軍戦の出場はその1試合のみであるが、三軍戦において49試合に出場し、打率.205、1本塁打、11打点の成績を残す。
2018年、二軍公式戦では出場機会は得られず、三軍戦で72試合に出場し、打率.262、3本塁打、41打点を記録する。シーズンオフの11月25日から開催された2018年アジアウインターベースボールリーグにおいて、NPBウエスタン選抜に選出された。
2019年、二軍公式戦に6試合出場し、三軍戦においては、89試合に出場し、打率.266、2本塁打、42打点を記録する。
2020年は、二軍公式戦に10試合出場。
三軍戦において、34試合に出場し、打率.298、4本塁打、20打点の成績を残す。11月4日、戦力外通告が公示され、11月30日付で自由契約が公示された。戦力外通告を受けた日には現役引退の意向であったが、挨拶回りをする中で川島慶三から「お前はまだ22歳でこれから伸びる可能性だって十分あるんだから続けたらどうだ？ 辞めるのなんかいつでも出来るんだから」と気にかけられ、他の人物からも12球団合同トライアウト受験を勧められていたことから、引退を撤回してトライアウトに臨んだ。また別の報道によると、ソフトバンクでは「選手であっても終身雇用する」という方針からジュニアチームのコーチのオファーがあったが、同じ愛媛県出身の岩村明憲からのアドバイスで12球団トライアウトを受験し、NPB球団からのオファーがなく引退を決意していたときに川島から現役続行を勧められたという。

### 四国IL・愛媛時代
2020年12月18日、四国アイランドリーグplusの愛媛マンダリンパイレーツと入団合意に達したことが発表され、同25日に正式に契約を結んだ。
愛媛では初年度である2021年シーズン終了後に引退することも考えていたが、地元への「恩返し」として2022年もプレーを続行した。2022年8月に、同年シーズンをもって引退し、地元企業に就職する意向と報道され、シーズン終了後の9月30日に同年限りでの現役引退と退団が発表された。

### 現役引退後
2024年からは古巣のソフトバンクに戻り、アマチュアスカウトを務める。

## 選手としての特徴・人物
ソフトバンク入団時、長打力が魅力の大型外野手という評判だった。野球用品メーカーが実施したスイングスピード計測では、その年の高校生の左打者で全国ナンバーワンだったという。
憧れの選手は柳田悠岐外野手。

## 詳細情報

### 独立リーグでの打撃成績
| 年 度     | 球 団     | 試 合 | 打 席 | 打 数 | 得 点 | 安 打 | 二 塁 打 | 三 塁 打 | 本 塁 打 | 塁 打 | 打 点 | 盗 塁 | 盗 塁 死 | 犠 打 | 犠 飛 | 四 球 | 敬 遠 | 死 球 | 三 振 | 併 殺 打 | 打 率 | 出 塁 率 | 長 打 率 | O P S |
| --------- | --------- | ----- | ----- | ----- | ----- | ----- | -------- | -------- | -------- | ----- | ----- | ----- | -------- | ----- | ----- | ----- | ----- | ----- | ----- | -------- | ----- | -------- | -------- | ----- |
| 2021      | 愛媛      | 57    | 209   | 198   | 19    | 55    | 9        | 0        | 1        | 67    | 12    | 0     | 1        | 0     | 0     | 11    | -     | 0     | 44    | 2        | .278  | .316     | .338     | .654  |
| 2022      | 愛媛      | 55    | 190   | 178   | 22    | 46    | 8        | 0        | 4        | 66    | 21    | 0     | 0        | 0     | 0     | 11    | -     | 1     | 34    | 5        | .258  | .305     | .371     | .676  |
| 通算：2年 | 通算：2年 | 112   | 399   | 376   | 41    | 101   | 17       | 0        | 5        | 133   | 33    | 0     | 1        | 0     | 0     | 22    | -     | 1     | 78    | 7        | .269  | .311     | .354     | .665  |

### 背番号
- 125（2017年 - 2020年）
- 7（2021年 - 2022年）

### 登場曲
- 「Re:make」ONE OK ROCK（2019年）
- 「じぶんROCK」ONE OK ROCK（2019年）
- 「キミシダイ列車」ONE OK ROCK（2020年）
- 「努努ーゆめゆめ」ONE OK ROCK（2020年）